# USA Maritime
USA Maritime is een coalitie van Amerikaanse scheepsexploitanten, maritieme arbeidsorganisaties en verenigingen verwant met de Amerikaanse maritieme industrie. Het doel van de coalitie is het informeren van geïnteresseerden, zoals de media en overig publiek over de Amerikaanse scheepvaart en het belang van de maritieme industrie van de Verenigde Staten voor het leger, economie en binnenlandse veiligheid.

## De koopvaardij van de Verenigde Staten
De 'U.S. Maritime Administration' maakt gebruik van een voorkeursprogramma voor lading om een levensvatbare vloot te garanderen. Hun schepen varen onder de Amerikaanse vlag en worden bemand door officiers die in de Verenigde Staten werden opgeleid. Het staat ook bekend als de (Amerikaanse) koopvaardij. Volgens de Maritime Administration biedt het in vredestijd onderhouden van schepen en hun bemanning, die mogelijk nuttig zouden kunnen zijn voor het leger, voordelen in tijden van oorlog. Deze voordelen, bijvoorbeeld in de vorm van maritiem transport, bleken eerder in het verleden reeds nuttig voor het Amerikaanse leger ten tijde van oorlog en nationale noodsituaties. In feite hebben Amerikaanse zeelieden en hun schepen gediend in iedere grote oorlog met inbegrip van de revolutionaire oorlog, Tweede Wereldoorlog, en Irakoorlog. Op 7 juli 2010 heeft de maritieme coalitie van de VS, een brief aan de heer David T. Matsuda gericht ter ondersteuning van de vereiste toepassing van de wet van de voorkeurslading van 1954.

## Economie en voedselhulp
De Amerikaanse koopvaardij heeft een integrale rol gespeeld in het verschepen van hulp naar ontwikkelingslanden, verarmde landen of door tragedie getroffen gebieden. Het Publiekrecht artikel 480, ook bekend als voedsel voor de vrede, werd als wet ondertekend in 1954 door president Dwight D. Eisenhower. Sindsdien hebben de Verenigde Staten meer dan 100 miljoen ton aan hulpmiddelen aan hongerige mensen over de hele wereld verzonden. Het Bureau of Labor Statistics merkt dat 11.500 Amerikaanse banen rechtstreeks bij zeevracht betrokken zijn. Volgens een recent rapport van USA Maritime and Promar International, zouden deze banen leiden tot meer dan 97.000 arbeidsplaatsen in andere delen van de Amerikaanse economie. Bovendien resulteert het verschepen van voedselhulp alleen in een vermogen van meer dan 1,9 miljard dollar van de Amerikaanse industrieën en genereert meer dan een half miljoen aan inkomsten voor Amerikaanse huishoudens. Havens in Texas hebben het meeste voordeel genoten door het verzenden van hulp, met een totaal van 4.070 gegenereerde banen die zorgen voor een totaal van 177 miljoen dollar aan inkomsten.